# 이사악의 번제

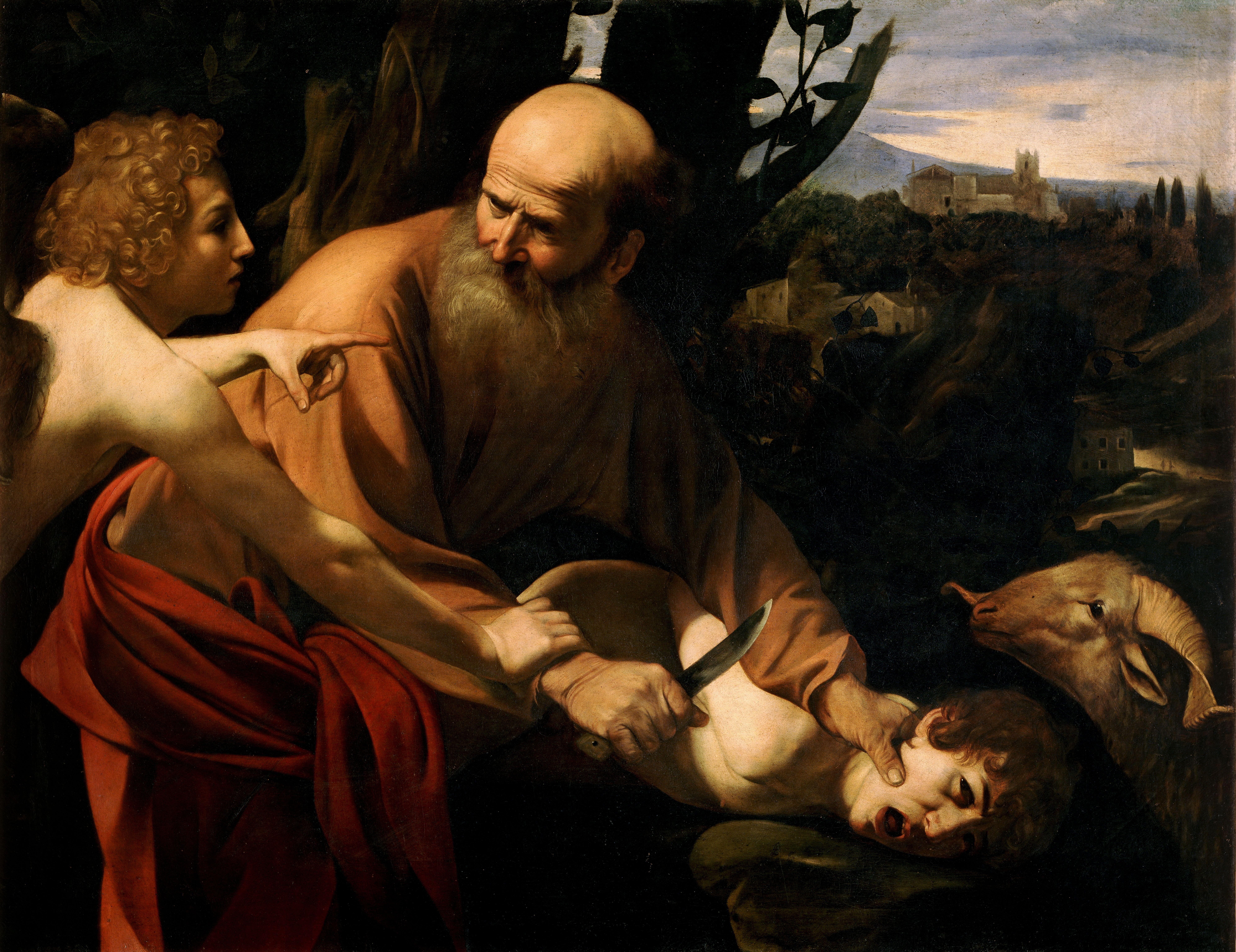

이사악의 결박(성서 히브리어: עֲקֵידַת יִצְחַק), 또는 간단히 결박(ָהָעֲקֵידָה)은 히브리어 성경 창세기 22장에 나오는 이야기이다. 성경 이야기에서 하나님은 아브라함에게 그의 아들 이사악을 모리아에서 제물로 바치라고 명령하셨다. 아브라함이 이사악을 제단에 묶고 따르기 시작했을 때, 주님의 천사가 그를 제지했다. 숫양이 나타나 이사악을 대신하여 죽임을 당하는데, 하나님께서는 그의 아들을 인신공양으로 바친 아브라함의 경건한 순종을 칭찬하셨다.
특히 예술에서는 이 에피소드를 종종 이사악의 희생이라고 부르는데, 결국 이사악은 희생되지 않았다. 이 성경 이야기는 현대 학자들이 다루는 것 외에도 유대교, 기독교, 이슬람교의 전통적인 자료에서 많은 논평의 초점이 되어 왔다.

## 같이 보기
- 이드 알아드하
- 두려움과 떨림
- 이피게네이아
- 프릭소스